# Ала Мадрид
Hala Madrid е испанско спортно списание изцяло посветено на футболния клуб „Реал“, Мадрид.
Издава се на всеки 4 седмици за истинските членове на клуба Мадрид и за всички с членски карти. Името му означава „Напред, Мадрид“.
Сътрудници на списанието са бившият мениджър на „Реал“ Жозе Моуриньо и журналисти от разни медии, които пишат месечни колони. Също така в списанието са включени репортажи за всеки мач на клуба през предходния месец, както и информация за резервния и младежките отбори. Най-често в списанието се включват интервюта с бивши и настоящи играчи на клуба или представяне на историята на клуба през годините.